# Józef Oleksyszyn
Józef Oleksyszyn (ur. 1950) – polski inżynier chemii. Absolwent z 1974 Politechniki Wrocławskiej. Od 2011 profesor na Wydziale Chemicznym Politechniki Wrocławskiej.